# 세인트헬레나후투티
세인트헬레나후투티(영어: Saint Helena hoopoe)는 세인트헬레나섬에 살았던 것으로 생각되는 후투티의 일종이다. 불완전한 골격 화석만 남아 있다. 1550년대 이후로 목격사례가 없으며, 절멸한 것으로 여겨진다.
1. ↑  BirdLife International (2016). “Upupa antaios”. 《IUCN 적색 목록》 (IUCN) 2016: e.T22728670A94993541. doi:10.2305/IUCN.UK.2016-3.RLTS.T22728670A94993541.en. 2021년 11월 12일에 확인함.